# Andrés Alcántara Paredes
Andrés Avelino Alcántara Paredes (Santiago de Chuco, 21 de febrero de 1960) es un abogado, político y activista peruano por los derechos laborales, específicamente el cumplimiento del derecho de la seguridad social.
Desde 2010 es líder de la Asociación Nacional de Fonavistas de los Pueblos del Perú que promueve la devolución total del Fondo Nacional de Vivienda a los ciudadanos aportantes; y fundador del partido político Democracia Directa desde 2013.

## Biografía
Nació el 21 de febrero de 1960 en el distrito de Santiago de Chuco, de la provincia de Santiago de Chuco en el departamento de La Libertad. Estudió derecho en la Universidad Inca Garcilaso de la Vega e ingeniería industrial en la Universidad Nacional José Faustino Sánchez Carrión; trabajo en el rubro minero como gerente general de la Sociedad Minera de Responsabilidad Limitada de San Antonio I desde 1996 al 2010.

## Activismo
Alcántara forma parte de la Asociación Nacional de Fonavistas de los Pueblos del Perú que exige la devolución efectiva de los aportes ciudadanos, un conflicto entre la sociedad civil y el Estado peruano de tiempo.

## Carrera política
Es el fundador del partido Democracia Directa, una extensión de la Asociación Nacional de Fonavistas de los Pueblos del Perú; aunque postuló a cargos públicos en varias oportunidades: en las elecciones parlamentarias de 2000 por Solidaridad Nacional, luego de la anulación de esas elecciones, postuló en las elecciones parlamentarias de 2001 por Renacimiento Andino, en las elecciones regionales y municipales de 2002 postuló a la alcaldía del Santiago de Chuco por Capacidad Ciudadana al Desarrollo, en las elecciones parlamentarias de 2016 postuló por Democracia Directa, y en las elecciones congresales extraordinarias de 2020 por el mismo partido; en todas no consiguió lo esperado.
Para las elecciones generales de 2021 postula con Democracia Directa a la presidencia de la República.

## Polémicas
Edgar Ortiz, representante de la Comisión Ad Hoc para la devolución del FONAVI, en 2015 denunció a Alcántara por los presuntos delitos de «usurpación de funciones, falsificación documentaria y asociación ilícita» ante el Ministerio Público, pero la denuncia no prosperó.